# Wamac
Wamac é uma cidade localizada no estado americano de Illinois, no Condado de Clinton e Condado de Marion e Condado de Washington.

## Demografia
Segundo o censo americano de 2000, a sua população era de 1378 habitantes.
Em 2006, foi estimada uma população de 1295, um decréscimo de 83 (-6.0%).

## Geografia
De acordo com o United States Census Bureau tem uma área de
3,9 km², dos quais 3,9 km² cobertos por terra e 0,0 km² cobertos por água.

## Localidades na vizinhança
O diagrama seguinte representa as localidades num raio de 12 km ao redor de Wamac.